# Erling Jessen

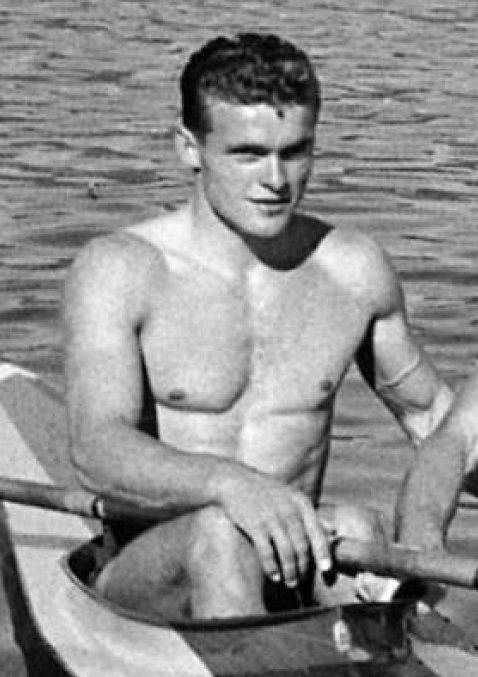

Erling Jessen, född 31 augusti 1938 i Kolding, är en dansk före detta kanotist.
Jessen blev olympisk bronsmedaljör i K-1 4x500 meter vid sommarspelen 1960 i Rom.